# Toshiba
Toshiba Corporation (株式会社東芝 Kabushiki-gaisha Tōshiba?), denumită anterior Tokyo Shibaura Electric K.K. (asemeni districtului Shibaura din Tokyo), este o corporație japoneză, conglomerat internațional, cu sediul în Tokyo, Japonia. Principala activitatea a companiei sunt produsele pentru utilizatori, dispozitive și componente electronice.
În 2009, Toshiba a fost al cincilea producător de computere din lume, după Hewlett-Packard din SUA, Dell din SUA, Acer din Taiwan, și Lenovo din China , și al patrulea mare producător mondial de semiconductoare.
Cele mai faimoase invenții ale Toshiba sunt: primele mașini de spălat electrice și primele aspiratoare din Japonia, primul video telefon color și primul laptop. 
În anul 2007, compania a vândut în România 35.000 de laptopuri, adjudecându-și 10% din piața de profil.